# Primitive-disc「エデン」
「Primitive-disc「エデン」」（プリミティブ・ディスク エデン）は、日本のロックバンド、NICO Touches the Wallsのシングル。2007年6月13日、SENHA&Co.より発売。

## 解説
- バンド初のシングル作品。新曲3曲を収録したCD＋ライブ音源を収録したCDの2枚組。
- AIRとの共同プロデュース作品。
- 完全生産限定盤。現在では入手困難になっており、オークションなどでもプレミアが付いている。

## 収録曲

### Disc 1
1. (My Sweet) Eden
2. サラ=レイニーデイ
3. 雲空の悪魔

全作詞・作曲：光村龍哉　編曲：AIR&NICO Touches the Walls

### Disc 2
1. 病気 (2006年11月4日新宿LOFT)
2. アボガド (2006年2月17日新宿LOFT)
3. 武家諸法度 (2006年5月9日下北沢CLUB Que)
4. 雨のブルース (2005年9月11日LIQUIDROOM)